# Machecoul-Saint-Même
Machecoul-Saint-Même község Franciaország Loire mente régiójában, Loire-Atlantique megyében. Új községként 2016. január 1-jén jött létre Machecoul és Saint-Même-le-Tenu község egyesítésével. A korábbi községek egyesülésekor az új község lélekszáma 7182 fő lett. Lakosainak száma 7665 fő (2022. január 1.).

## Népesség
| Lakosok száma | 7473 | 7553 | 7581 | 7626 | 7642 | 7665 |
|               | 2017 | 2018 | 2019 | 2020 | 2021 | 2022 |